# Will Blalock
William Anthony Blalock, detto Will (Boston, 8 settembre 1983), è un ex cestista statunitense, professionista nella NBA e in Europa e in Sudamerica.

## Carriera
È stato selezionato dai Detroit Pistons al secondo giro del Draft NBA 2006 (60ª scelta assoluta).